# Galion (Ohio)
Galion es una ciudad ubicada en el condado de Crawford, en el estado estadounidense de Ohio. En el Censo de 2010 tenía una población de 10 512 habitantes y una densidad de 532,29 personas por km².

## Geografía
Galion se encuentra ubicada en las coordenadas 40°44′21″N 82°46′37″O / 40.73917, -82.77694. Según la Oficina del Censo de los Estados Unidos, Galion tiene una superficie total de 19.75 km², de la cual 19.7 km² corresponden a tierra firme y (0.24%) 0.05 km² es agua.

## Demografía
Según el censo de 2010, había 10 512 personas residiendo en Galion. La densidad de población era de 532,29 hab./km². De los 10 512 habitantes, Galion estaba compuesto por el 97.64% blancos, el 0.48% eran afroamericanos, el 0.13% eran amerindios, el 0.2% eran asiáticos, el 0.01% eran isleños del Pacífico, el 0.4% eran de otras razas y el 1.14% pertenecían a dos o más razas. Del total de la población el 1.33% eran hispanos o latinos de cualquier raza.